# Большая Юважелга
Большая Юважелга (на картах Юважелга) — река в России, протекает по Челябинской области. Устье реки находится в 17 км по правому берегу реки Куса. Длина реки составляет 16 км.
Система водного объекта: Куса → Ай → Уфа → Белая → Нижнекамское водохранилище → Кама → Волга → Каспийское море.

## Данные водного реестра
По данным государственного водного реестра России относится к Камскому бассейновому округу, водохозяйственный участок реки — Ай от истока и до устья, речной подбассейн реки — Белая. Речной бассейн реки — Кама.
Код объекта в государственном водном реестре — 10010201012111100021641.